# Avant que l'ombre...
Avant que l'ombre... es el sexto álbum de estudio del artista francesa Mylène Farmer. 
Después del gran éxito de su protegida Alizée, en 2004 Mylène Farmer anuncia que su nuevo álbum ha sido producido y que una serie de 13 concertos en el Palais Omnisports de Paris-Bercy será presentada en enero de 2006. El nuevo álbum, intitulado Avant que l'ombre... (Antes que la sombra en español) presenta 15 nuevas pistas (y una ghost track) con la música producida por Laurent Boutonnat y las letras por Mylène Farmer. Ningún dueto es presentado en el CD, que es la obra con la mayor cantidad de canciones presentada en la discografía de la cantante.
Los temas que encontramos en el álbum son diferentes: por ejemplo la pista Fuck Them All (primer extracto del álbum) evoca los temas tratados por Madonna en su álbum American Life del 2003; o la pista Dans Les Rues De Londres es una dedicación a la escritora inglesa Virginia Woolf; o hay pistas con temas eróticos (como Porno graphique o Q.I.) y muchas baladas como Redonne-Moi o Et Pourtant....
A pesar de la crisis de la industria discográfica y de una reducida promoción, el álbum se clasifica No.1 en ventas en Francia, Bélgica y Rusia y alcanza las 800 000 copias confirmando el éxito de Mylène Farmer en el extranjero, particularmente en Rusia y los países del Este. De hecho en Rusia el sencillo L'amour N'est Rien... se convertirá en uno de los éxitos más populares de la cantante en este país.

## Lista de canciones
| N.º | Título                       | Duración |  |
| 1.  | «Avant Que L'ombre...»       | 5:55     |  |
| 2.  | «Fuck Them All»              | 4:32     |  |
| 3.  | «Dans Les Rues de Londres»   | 3:50     |  |
| 4.  | «Q.I.»                       | 5:20     |  |
| 5.  | «Redonne-Moi»                | 4:22     |  |
| 6.  | «Porno Graphique»            | 4:16     |  |
| 7.  | «Derrière Les Fenêtres»      | 4:02     |  |
| 8.  | «Aime»                       | 4:32     |  |
| 9.  | «Tous Ces Combats»           | 4:00     |  |
| 10. | «Ange, Parle-Moi»            | 3:40     |  |
| 11. | «L'amour N'est Rien...»      | 5:03     |  |
| 12. | «J'attends»                  | 5:20     |  |
| 13. | «Peut-être toi»              | 4:45     |  |
| 14. | «Et Pourtant...»             | 4:35     |  |
| 15. | «Nobody Knows» (ghost track) | 4:43     |  |

## Sencillos
| Año  | Título                  | Publicación          | Ventas (Francia) | Certificación | Certificación | Posición | Posición | Posición | Posición |
| ---- | ----------------------- | -------------------- | ---------------- | ------------- | ------------- | -------- | -------- | -------- | -------- |
| Año  | Título                  | Publicación          | Ventas (Francia) | FR            | BE (WA)       | FR       | FR (DD)  | BE (WA)  | SUI      |
| 2005 | "Fuck them all"         | 14 de marzo de 2005  | 125,000          | Plata         | —             | 2        | —        | 2        | 14       |
| 2005 | Q.i."                   | 4 de julio de 2005   | 90,000           | —             | —             | 7        | 9        | 4        | 33       |
| 2006 | "Redonne-moi"           | 2 de enero de 2006   | 40,000           | —             | —             | 7        | —        | 6        | 27       |
| 2006 | "L'amour n'est rien..." | 27 de marzo de 2006  | 70,000           | —             | —             | 7        | —        | 9        | 47       |
| 2006 | "Peut-être toi"         | 21 de agosto de 2006 | 60,000           | —             | —             | 3        | —        | 12       | 34       |

- Datos: Q1952392